# Porte d'Aix

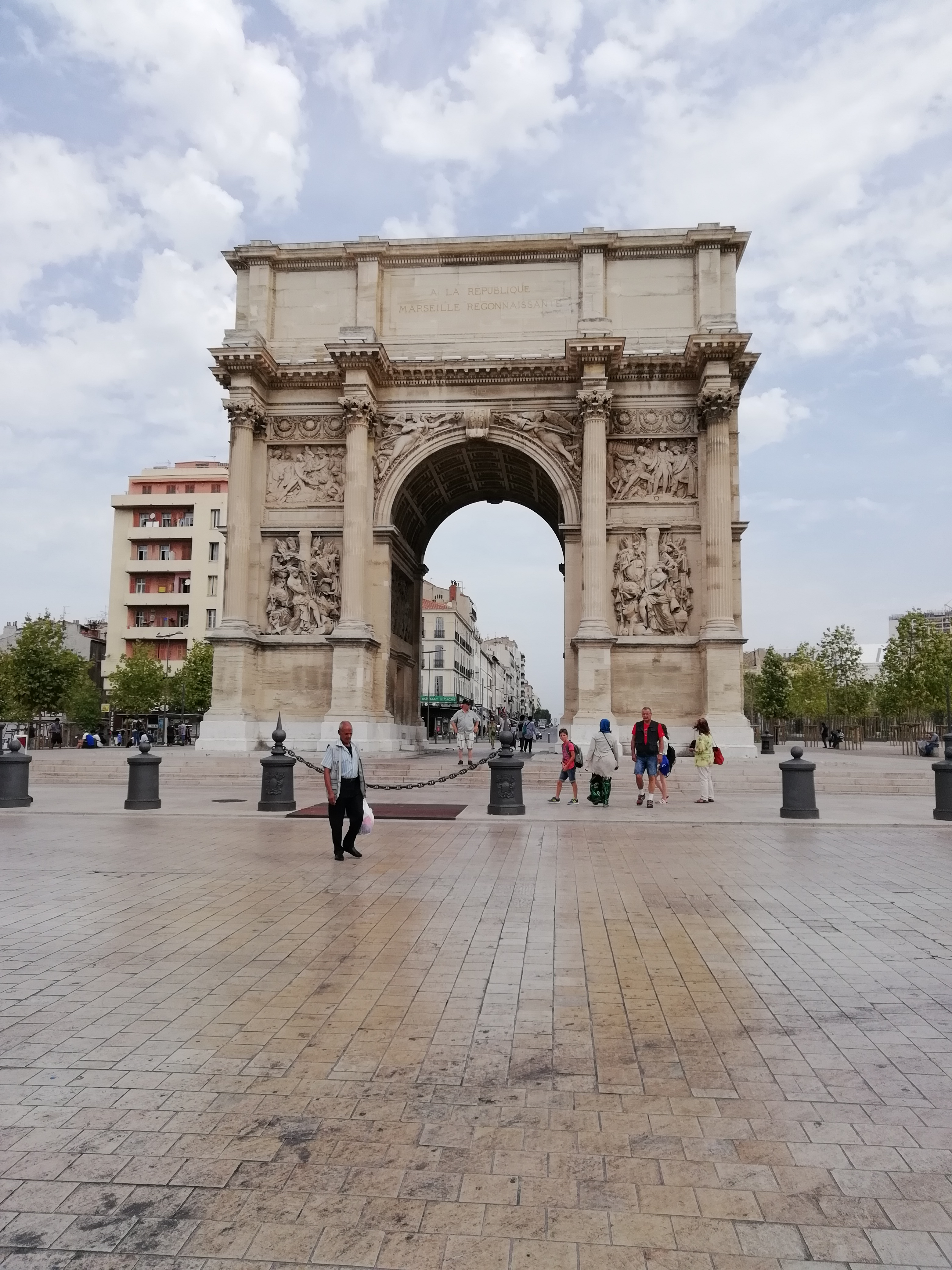
Porte d'Aix in Marseille

Porte d'Aix (ook wel Porte Royale genoemd) is een triomfboog in de Franse stad Marseille. De poort is gelegen in het midden van Place Jules-Guesde, een verkeersplein in het 1e, 2e en 3e arrondissement van Marseille, en tevens het start- en eindpunt van de A7 (Autoroute du Soleil).
De triomfboog werd gebouwd in de periode 1823-1839 naar een ontwerp van Michel-Robert Penchaud. Het beeldhouwwerk is van David d'Angers.

## Galerij met foto's

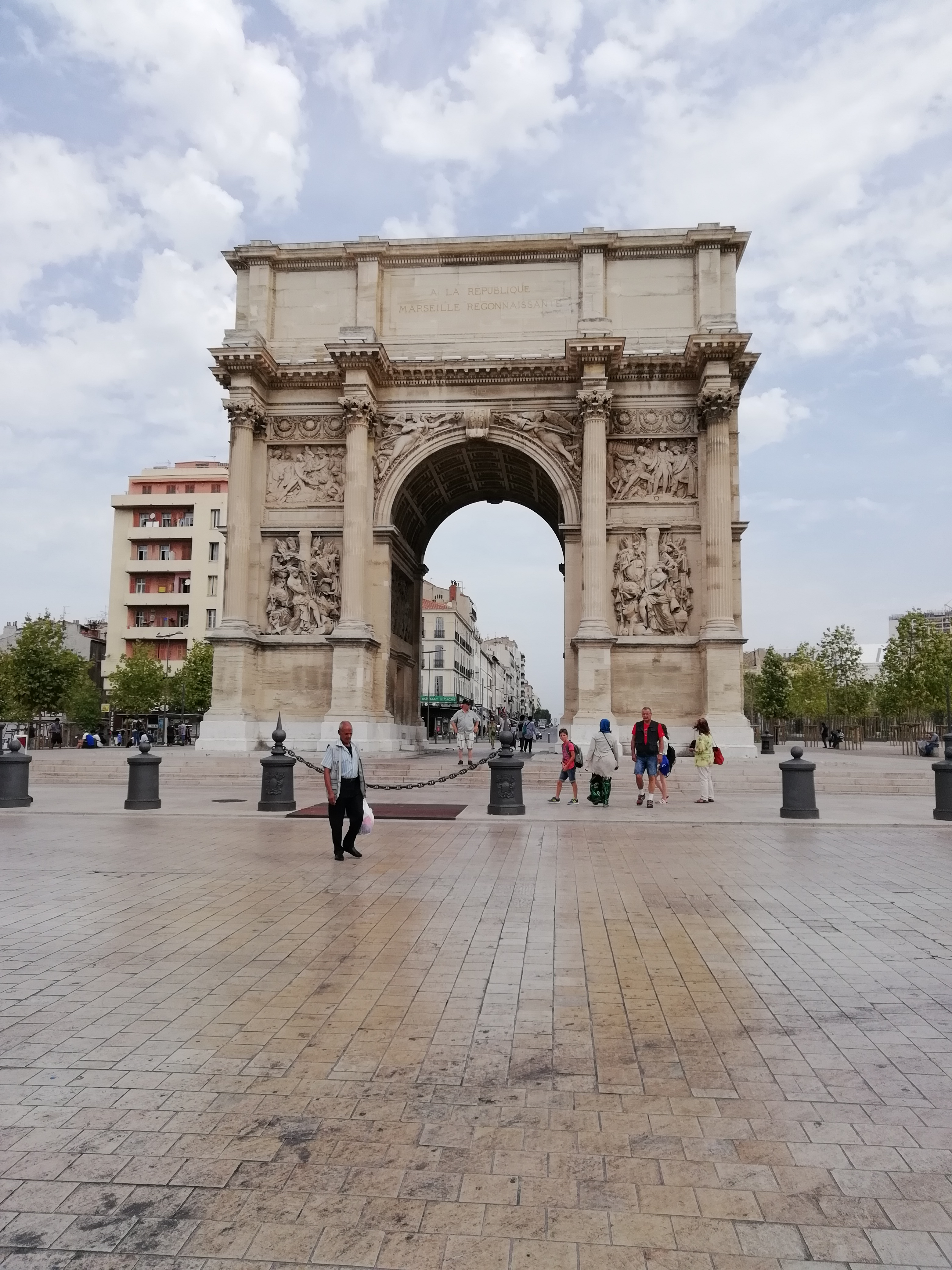
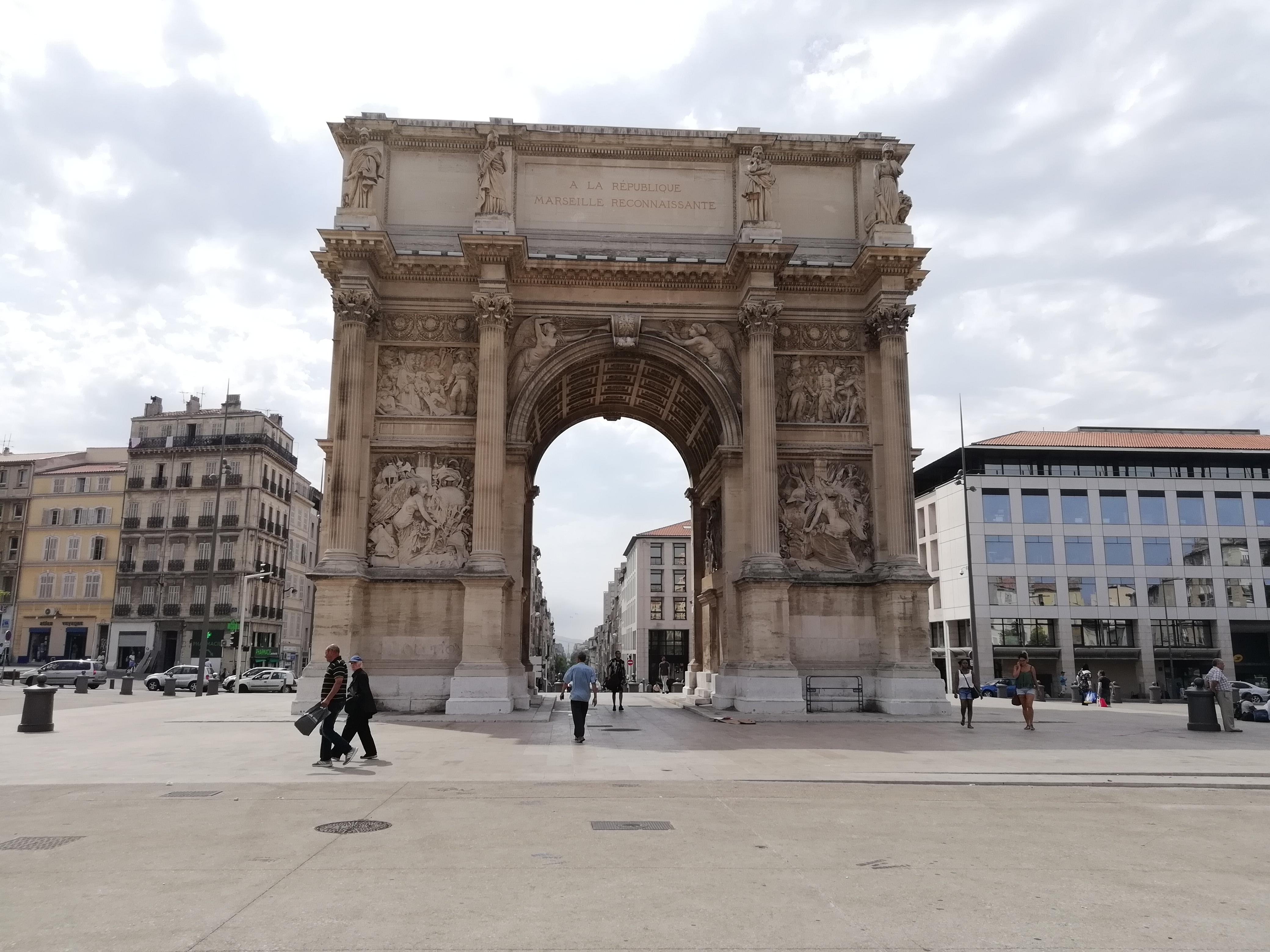
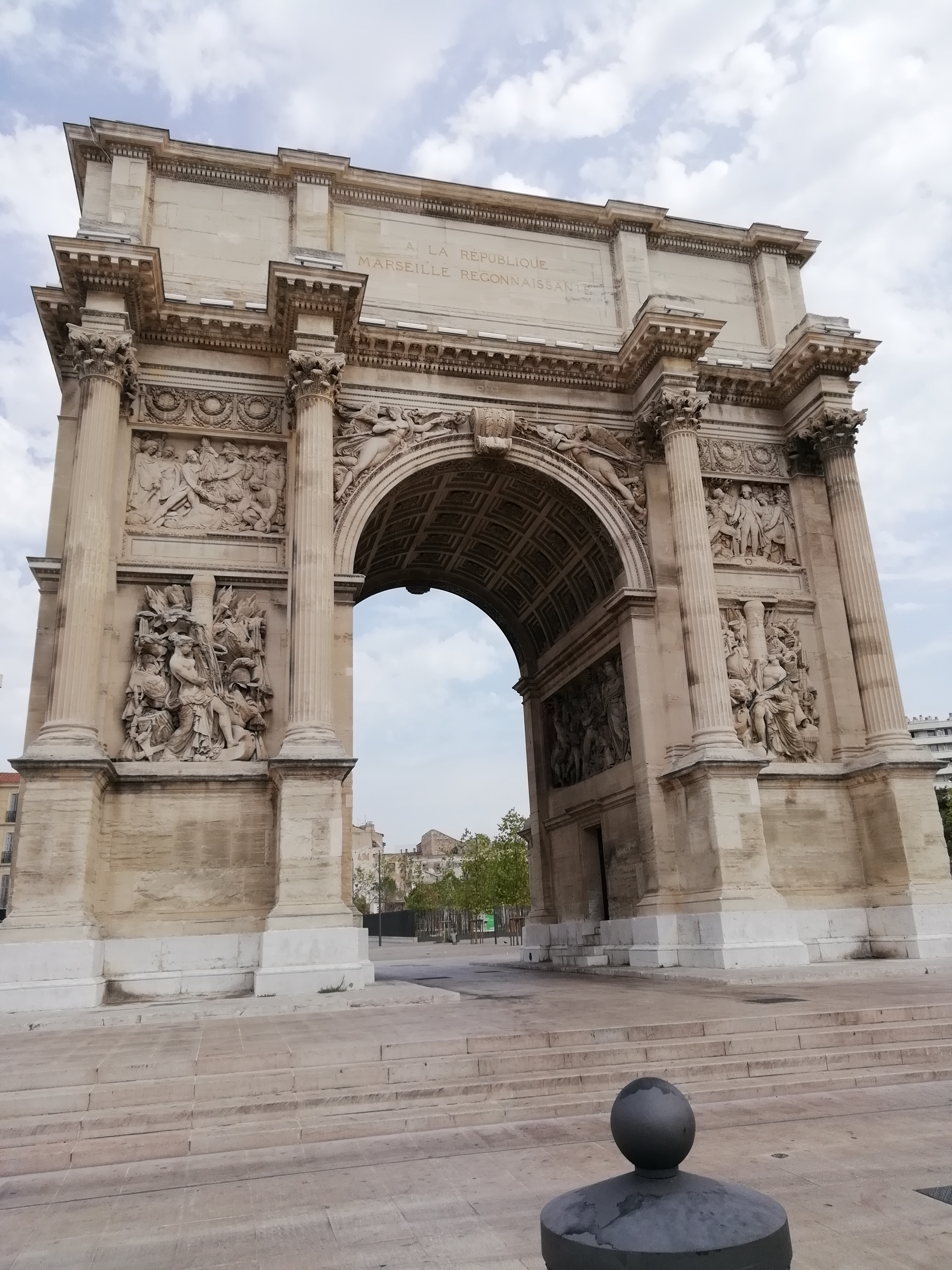
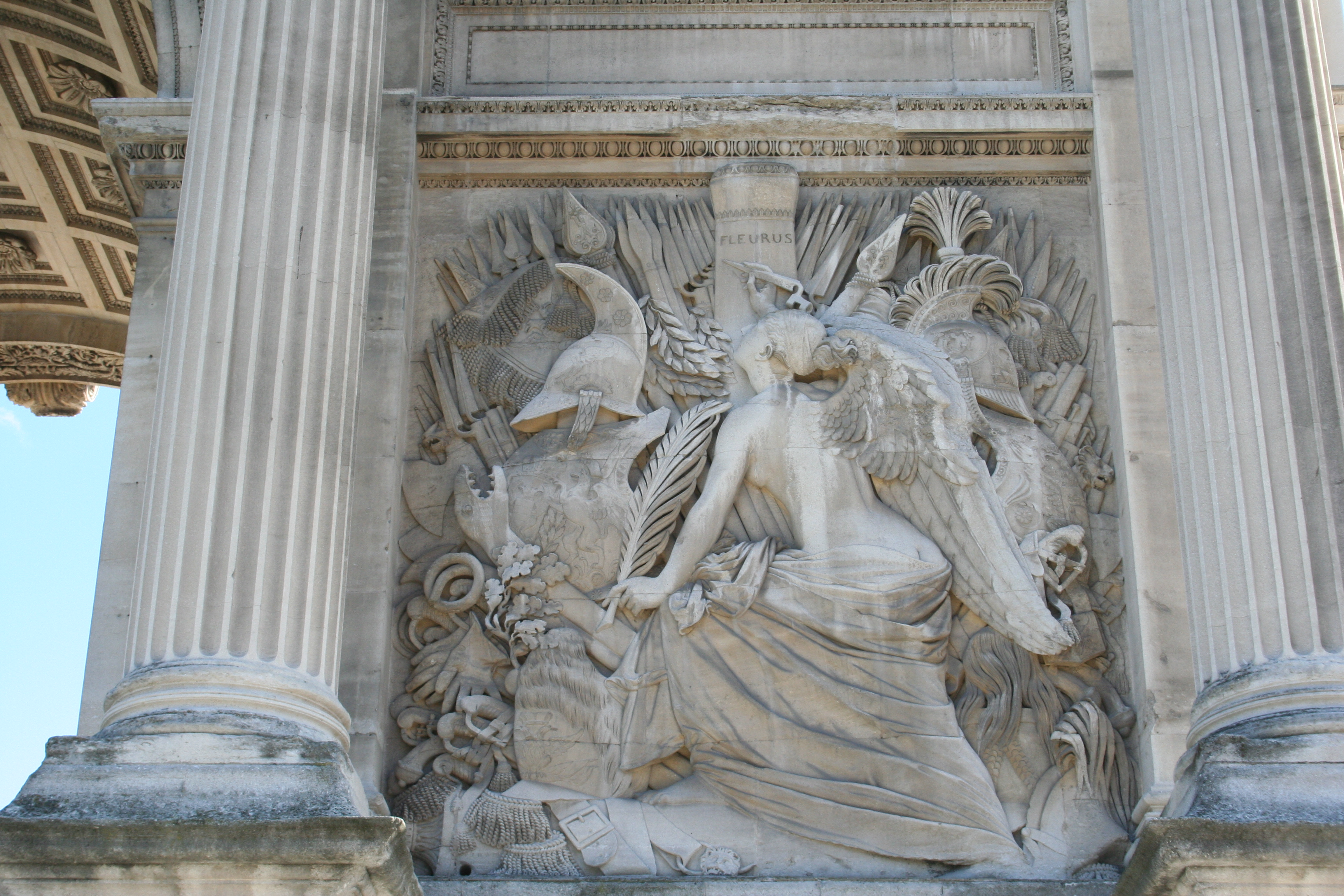
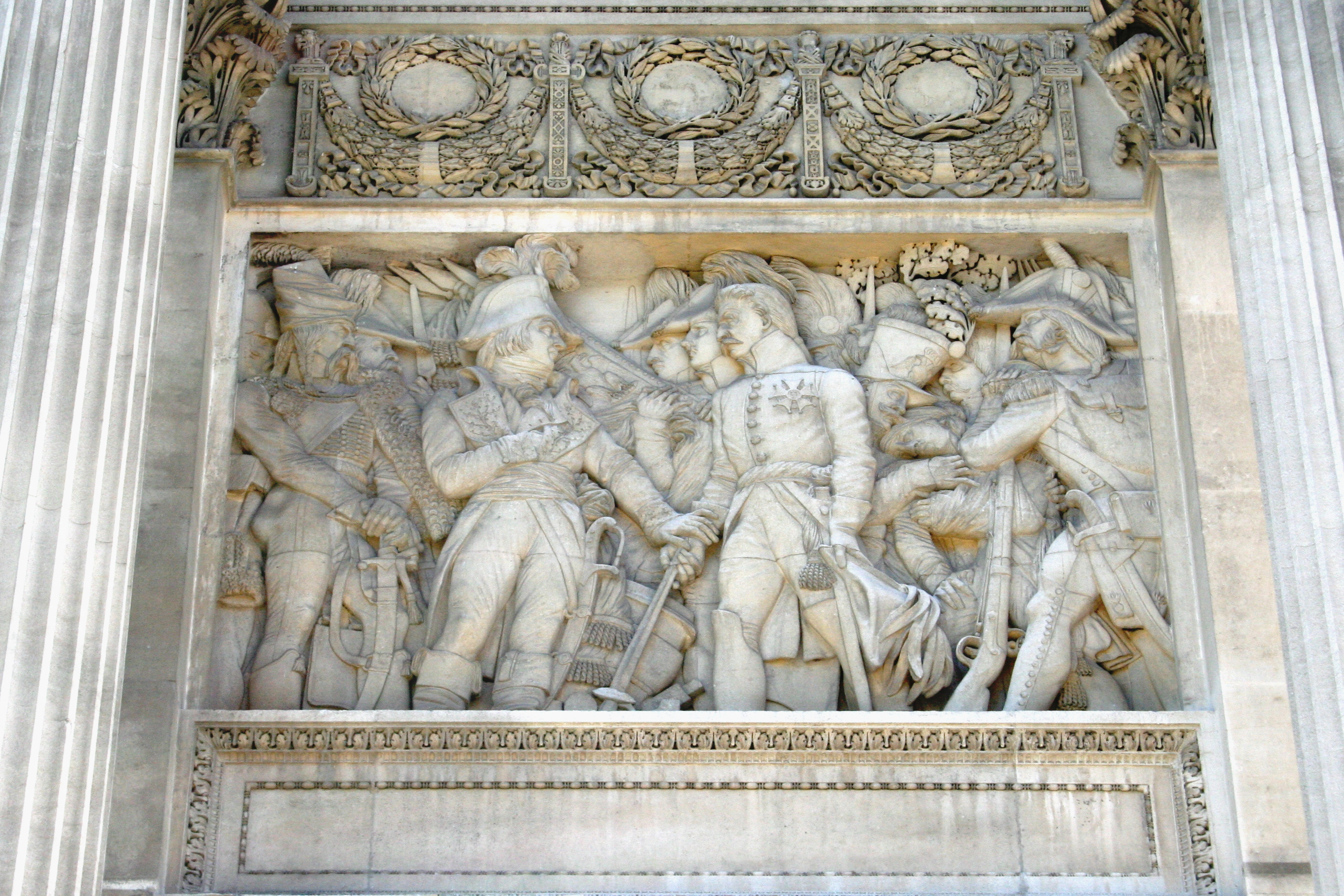
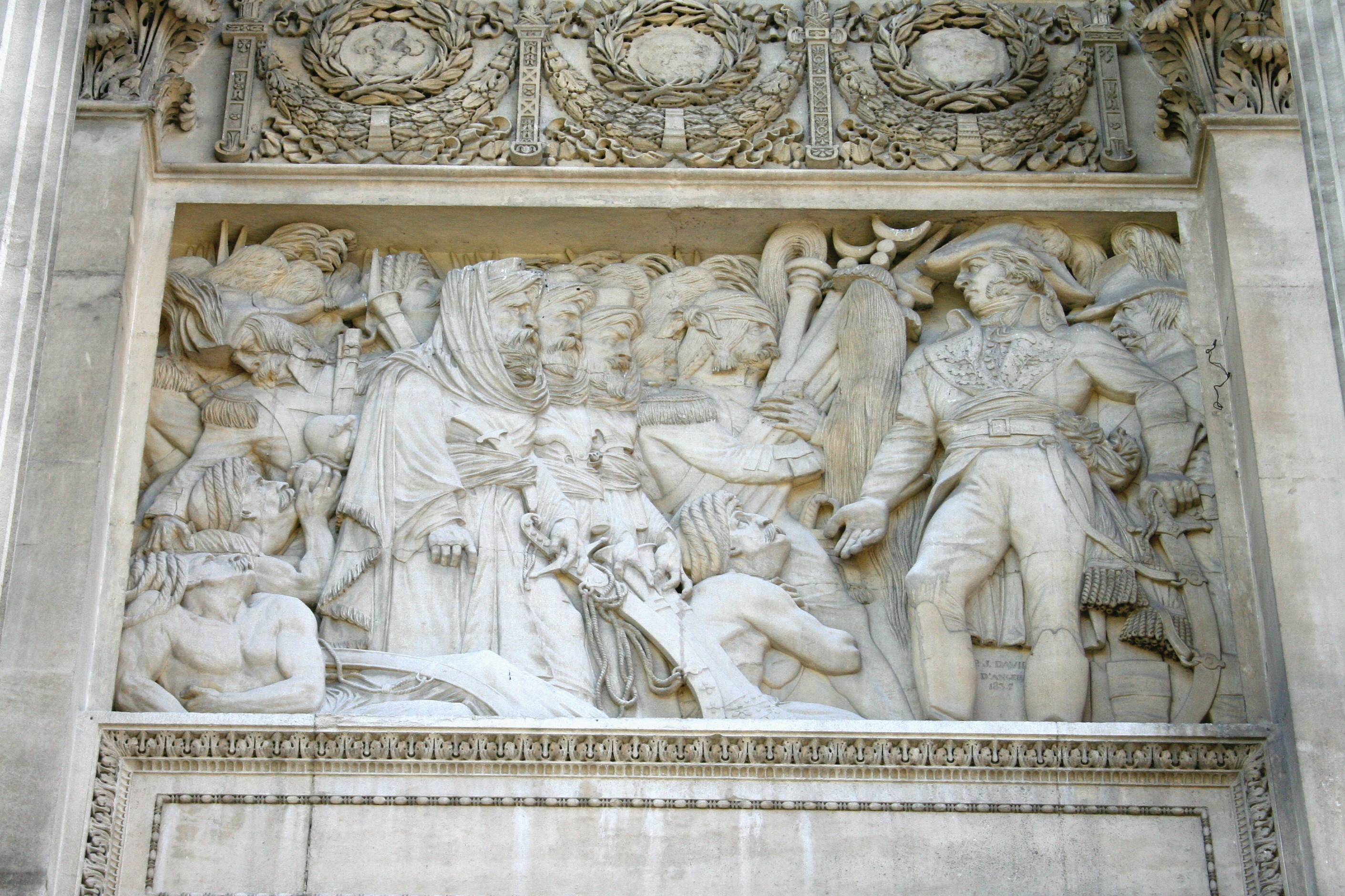
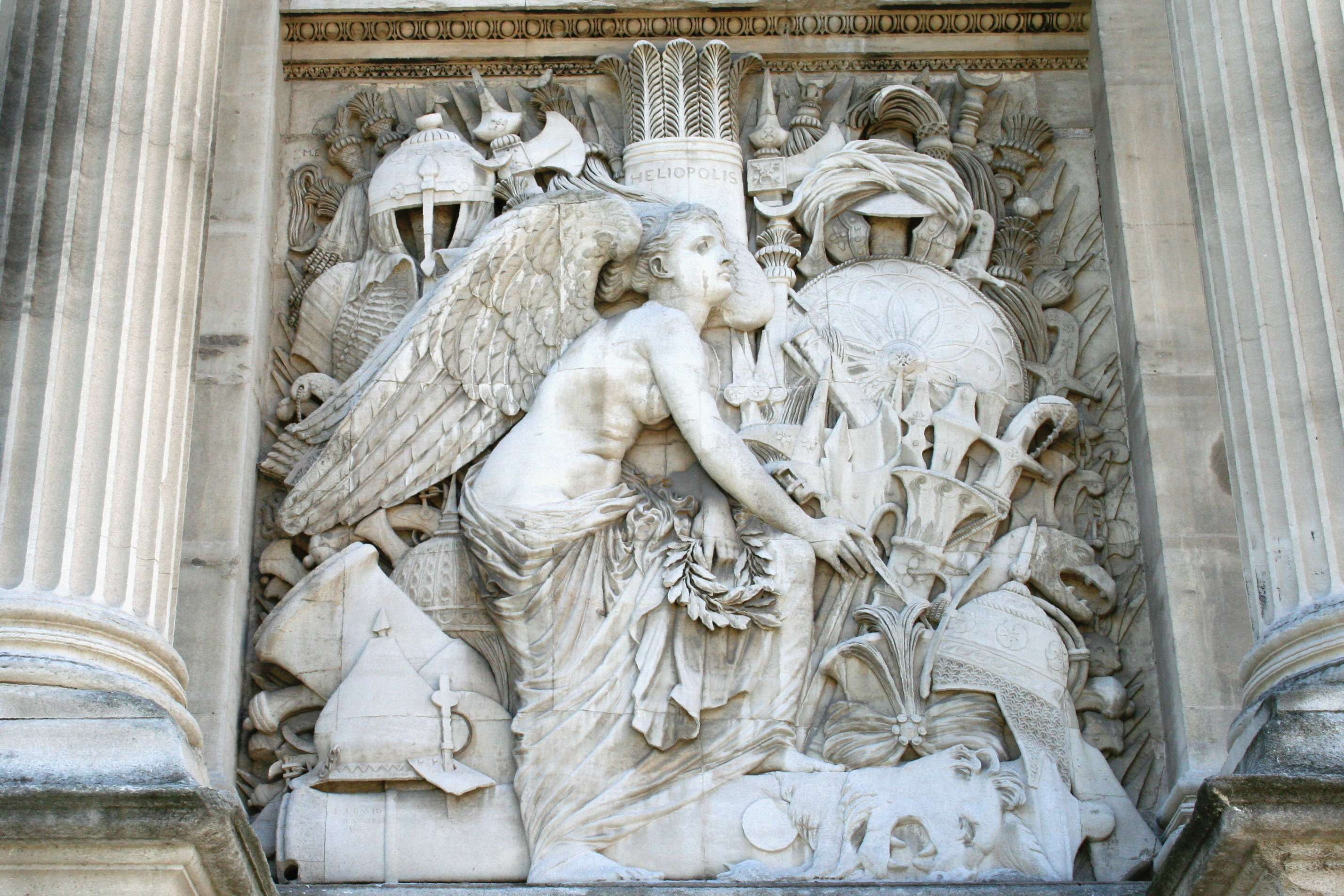